# Соломіни

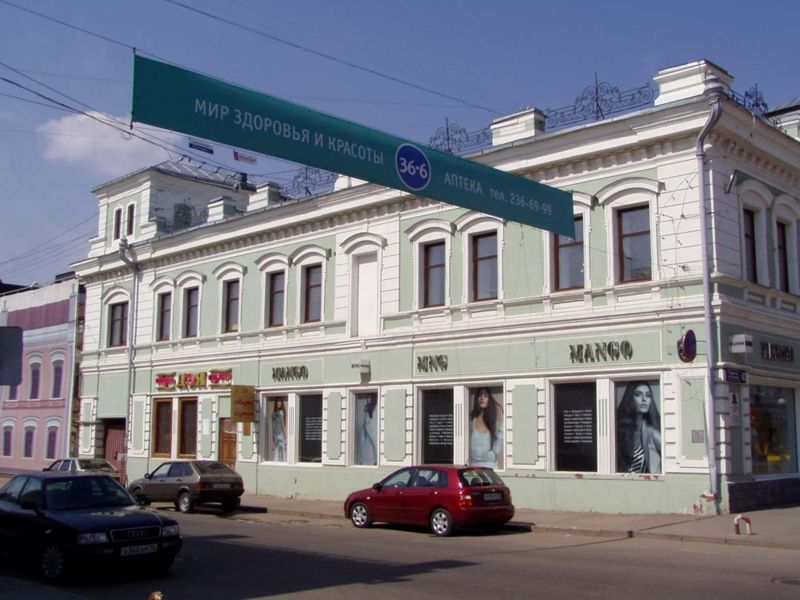
Палац Соломіних у Казані

Помилка Lua у Модуль:Navbar у рядку 61: Неприпустима назва {{subst:PAGENAME}}.
Соло́міни — російський дворянський рід, з Смоленської гілки Рюриковичів, нащадкі бояр Монастирьових, які мали володіння у Білоозерському князівстві, другі великі землевласники після містних князів.
Рід походить від Івана Яковича Аладьїна-Монастирьова, що був поміщикім у Путивлі (23 покоління от Рюрика). Його сини Іван Більший Солома та Іван Менший Солома (згадані у 1588-1594) заснувалі фамілію.
Рід дворян Соломіних був внесений у ? частину родовідної книги Херсонської губернії.

## Представники
- Соломін Василь Анатолійович
- Соломін Василь Демідович
- Соломін Василь Єфімович
- Соломін Віталій Іванович
- Соломін Петро Андрійович
- Соломін Тимофій Михайлович
- Соломіна Віра Яківна